# Amtsgericht Nürtingen
Das Amtsgericht Nürtingen  ist ein Gericht der ordentlichen Gerichtsbarkeit. Es ist eines von elf Amtsgerichten im Bezirk des Landgerichts Stuttgart.

## Zuständigkeit, Gerichtsbezirk und -sitz

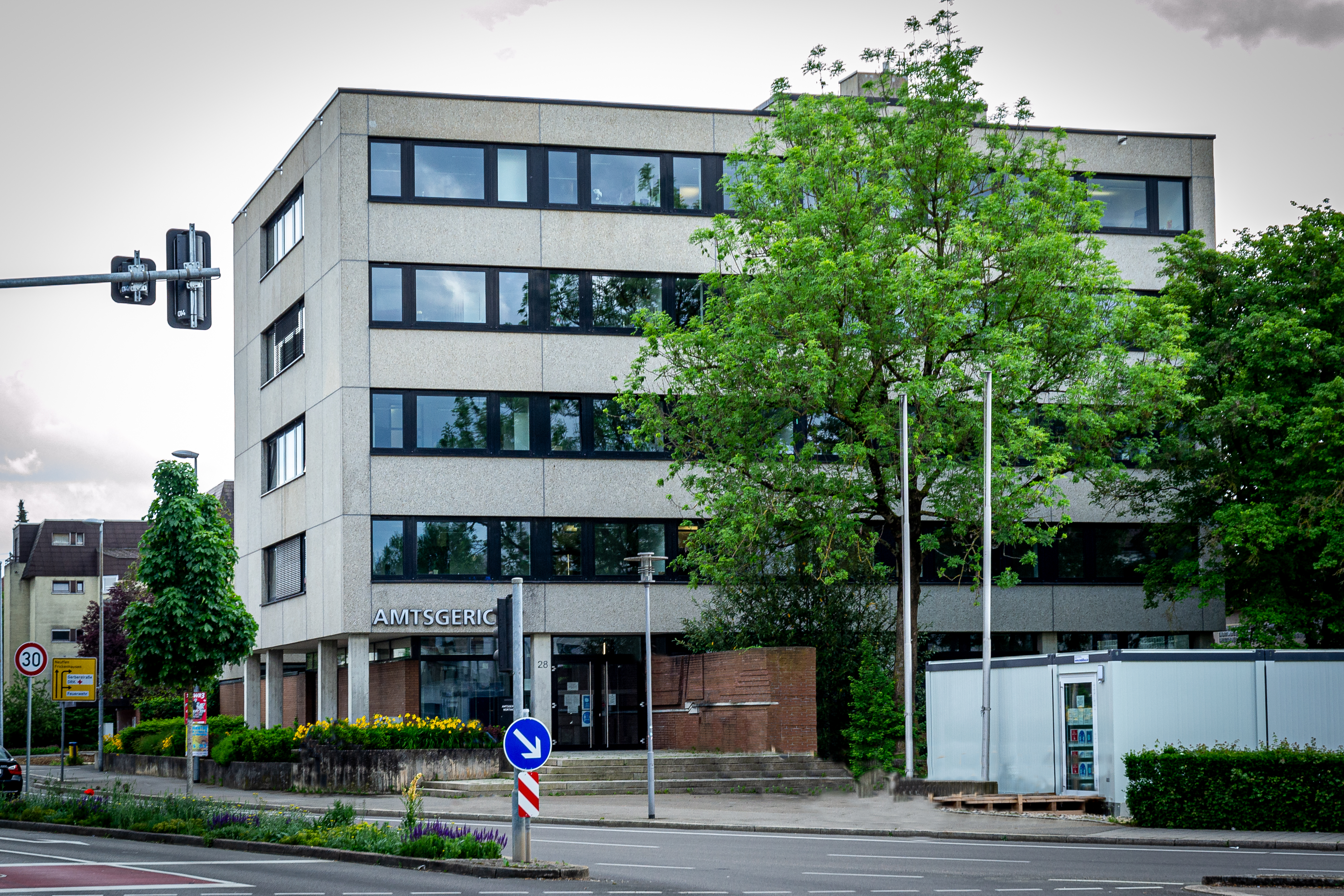
Gerichtsgebäude in Nürtingen

Das Amtsgericht in Nürtingen ist erstinstanzliches Gericht in Zivil-, Familien- und Strafsachen. Beim Amtsgericht wird außerdem das  Güterrechtsregister geführt. Alle weiteren Registersachen fallen in die Zuständigkeit des Amtsgerichts Stuttgart. Als Vollstreckungsgericht ist es zuständig für alle Vollstreckungssachen, bei denen der Schuldner seinen Wohnsitz im Gerichtsbezirk hat.
Eine eigene Abteilung für die Zwangsversteigerung / Zwangsverwaltung besitzt das Amtsgericht Nürtingen nicht; vielmehr ist dies beim Amtsgericht Esslingen zentralisiert.
Das Gericht verfügt über eine Abteilung für Nachlass- und Betreuungssachen.
Im November 2008 verurteilte das Landgericht Stuttgart einen beim Amtsgericht tätigen Vormundschaftsrichter des Amtsgerichts wegen Rechtsbeugung rechtskräftig zu einer dreieinhalbjährigen Freiheitsstrafe.
Gerichtssitz ist Nürtingen.
Der Gerichtsbezirk des Amtsgerichts Nürtingen umfasst neben der Stadt Nürtingen auch die Städte Aichtal, Filderstadt, Leinfelden-Echterdingen, Neuffen und Wendlingen sowie die Gemeinden Altdorf, Altenriet, Bempflingen, Beuren, Frickenhausen, Großbettlingen, Köngen, Kohlberg, Neckartailfingen, Neckartenzlingen, Oberboihingen, Schlaitdorf, Unterensingen und Wolfschlugen. Insgesamt ist das Amtsgericht Nürtingen damit für eine Bevölkerungszahl von rund 220.000 Personen zuständig.

## Gebäude
Das Amtsgericht Nürtingen befindet sich in der Neuffener Straße 28 in 72622 Nürtingen.
Der Eingang wird geprägt durch das Relief „Die Waage“ des Nürtinger Bildhauers K. H. Türk.

## Übergeordnete Gerichte
Dem Amtsgericht Nürtingen ist das Landgericht Stuttgart übergeordnet. Zuständiges Oberlandesgericht ist das Oberlandesgericht Stuttgart.